# Marialoop
Marialoop is een dorp en parochie in de Belgische stad Tielt (deelgemeente Meulebeke). Het bevindt zich ten oosten van Meulebeke-centrum, tussen Tielt, Meulebeke, Dentergem en Oostrozebeke in. De parochie omvat een dorp met een eigen kerk, kapel, school en buurtwinkels. Er zijn ongeveer 1200 inwoners, waarvan het grootste deel op grondgebied Meulebeke wonen, ruim honderd wonen op het grondgebied van Tielt. De Marialoopbeek vormt de natuurlijke grens tussen Marialoop en Tielt. 

## Geschiedenis
Al in 1180 was er sprake van de naam "Marloop". Het ging over een gehucht met slechts enkele verspreide woningen en hoeven. Marialoop bestond vooral uit bos. In die bossen ging volgens de legende in de 16e eeuw de Heer van Meulebeke, Jan de Beer jagen, waar hij aangevallen werd door een wild dier. Aangegrepen door de angst riep hij Onze - Lieve - Vrouw om hulp en beloofde haar een kapel te bouwen. In de huidige kapel is een muurschildering van deze legende aangebracht. De originele kapel brandde uit in 1906. Enkel het Mariabeeld kon gered worden. Dit beeld zou in 1966 gestolen worden. Beeldhouwer Jef Claerhout maakte het nieuwe beeld.
Sinds 1623 ging de jaarlijkse gebedstocht van Meulebeke naar de kapel van Marialoop door. Er zouden 38 mirakels plaatsgevonden hebben in Marialoop, terug te vinden in het Hantboeck der Pastorije van Meulebeke (1730).
Op 6 juli 1732 werd de Meulebeekse Baljum Emmanuel De Ronghe doodgeschoten in Marialoop. De weg waar dit gebeurde werd later de Drongensveldweg, naar De Ronghe, genoemd
In de jaren 1830 begon Marialoop in bloei te komen. In 1835 kreeg Marialoop een pastoor en twee jaar later werd het onderwijs in het dorp gestart. Op 19 januari 1839 werd Marialoop een onafhankelijke parochie, een half jaar na de inwijding van de kerk. De parochie telde 1800 inwoners (378 in Tielt, 424 in Oostrozebeke en ca.1000 in Meulebeke). De jaren nadien werden een meisjesschool en een jongensschool (1865) opgericht en werd het dorp verbonden met 'Het Peerdeken', het station van Tielt en Oostrozebeke. 
Gezien Marialoop op het grondgebied van drie gemeenten lag, waren er verschillende spanningen. Het merendeel van het dorp ligt op Meulebeeks grondgebied ligt, waardoor Tielt en Oostrozebeke het de enkel de verantwoordelijkheid van Meulebeke vonden om het dorp financieel te steunen. 
Marialoop kende een actief ontspannings- en verenigingsleven met paardenrennen, wielerwedstrijden, volksfeesten en toneelstukken. 
Tijdens de Eerste Wereldoorlog stortte in 1917 een vliegtuig neer in de Vijfstraat. In oktober 1918 werd er fel gevochten langs de Drongensveldweg tussen de terugtrekkende Duitsers en aanrukkende Fransen. Het Franse leger kampeerde na het wegtrekken van de Duitsers op de hoeve van Bekaert in de Vossekotstraat. Op Allerzielen werden zij door Duitse vliegtuigen gebombardeerd. Er vielen een veertigtal bommen. Naast Franse soldaten lieten vier burgers het leven: de achtjarige Walter Biebuyck, een vluchteling, de boer en zijn knecht. Tijdens de Tweede Wereldoorlog werd de kerk het doelwit van beschietingen en richtte een vliegende bom die voor Engeland bedoeld was heel wat schade aan. De bom viel 500m van de kapel richting Tielt tijdens een bijeenkomst in de kapel. Verder bleef het vrij rustig tijdens de oorlog. Op 8 september 1945 werd Marialoop bevrijdt zonder slag of stoot. Pas richting Tielt ontmoetten de Polen terug Duitse weerstand.
In 1942 en 1944 werden enkele veranderingen doorgevoerd aan het grondgebied van Marialoop. Het Oostrozebeekse deel werd overgeheveld naar de Ginste (ca. 400 inwoners). Een deel van de Sint-Amandusparochie (ca.150 inwoners) werd in 1944 naar Marialoop overgeheveld ter compensatie. Marialoop telde hierna 1500 inwoners. In 1955 werd een stukje naar De Paanders overgeheveld  (ca. 50 inwoners).

## Bezienswaardigheden
- De Onze-Lieve-Vrouw Bezoeking en Sint-Leokerk dateert uit 1837.
- Ouder dan de kerk is de Onze-Lieve-Vrouw Bezoekingkapel, een grote kapel uit de zestiende eeuw, waarin in 1619 een altaar werd geplaatst.
- De Herentmolen in de Gentstraat is een staakmolen op torenkot. Hij dateert van 1956.
- Oorlogsmonument

## Evenementen
Jarenlang werd in Marialoop de parochianenkoers 'Marialoop Koerse' georganiseerd.

## Nabijgelegen kernen
Tielt, Meulebeke, Oostrozebeke